# Valdštejnská zahrada
Valdštejnská zahrada je jedna z nejvýraznějších staveb českého raného baroka. Nachází v Praze na Malé Straně a je součástí areálu Valdštejnského paláce, sídla Senátu Parlamentu České republiky. Veřejně přístupná zahrada v italském stylu členěná stříhanými živými ploty je vybavena vodními prvky (bazén, kašny), sochařskou výzdobou, grottovou stěnou a monumentální salou terrenou. Příležitostně se zde konají koncerty a výstavy.

## Historie
Zahrada byla budována souběžně se stavbou paláce a původně byla komponována v italském stylu. Její členění bylo zřejmě podobné čtvercovému dělení zahrady ve Valdicích u Jičína. Již v této době byl její součástí rybníček, v jehož středu nebyl ostrůvek se sochami, ale pravděpodobně fontána. V 18. století byla zahrada pozměněna do přírodnější formy a po rekonstrukcích v 50. a 90. letech 20. století se její vzhled přiblížil k původnímu pojetí.

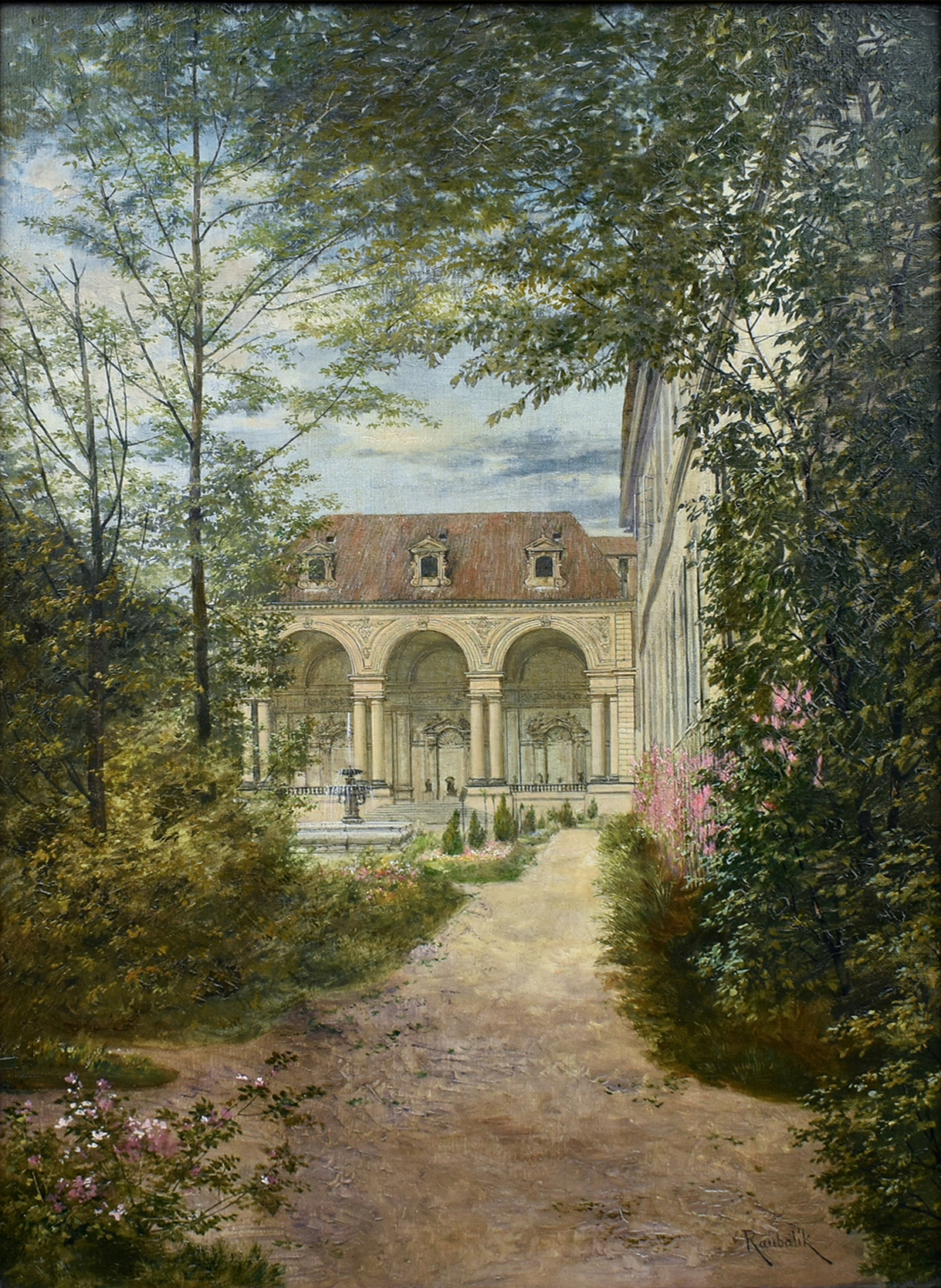
Bohumír Roubalík – Valdštejnská zahrada

## Popis
Vzhledem k prostorovým možnostem je zahrada členěna do několika částí. Na východní straně je dominantní sala terrena, na opačné straně zaujme rybníček s umělým ostrovem a Herkulovou sochou.

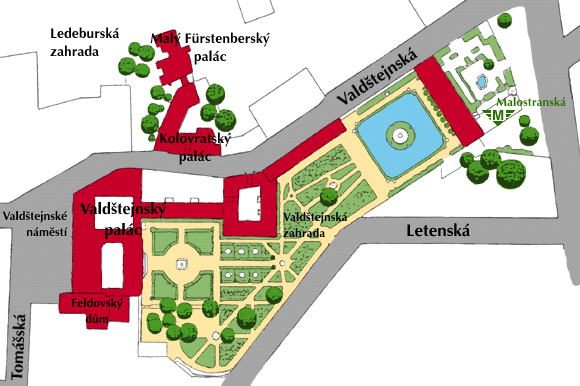
Orientační plán zahrady

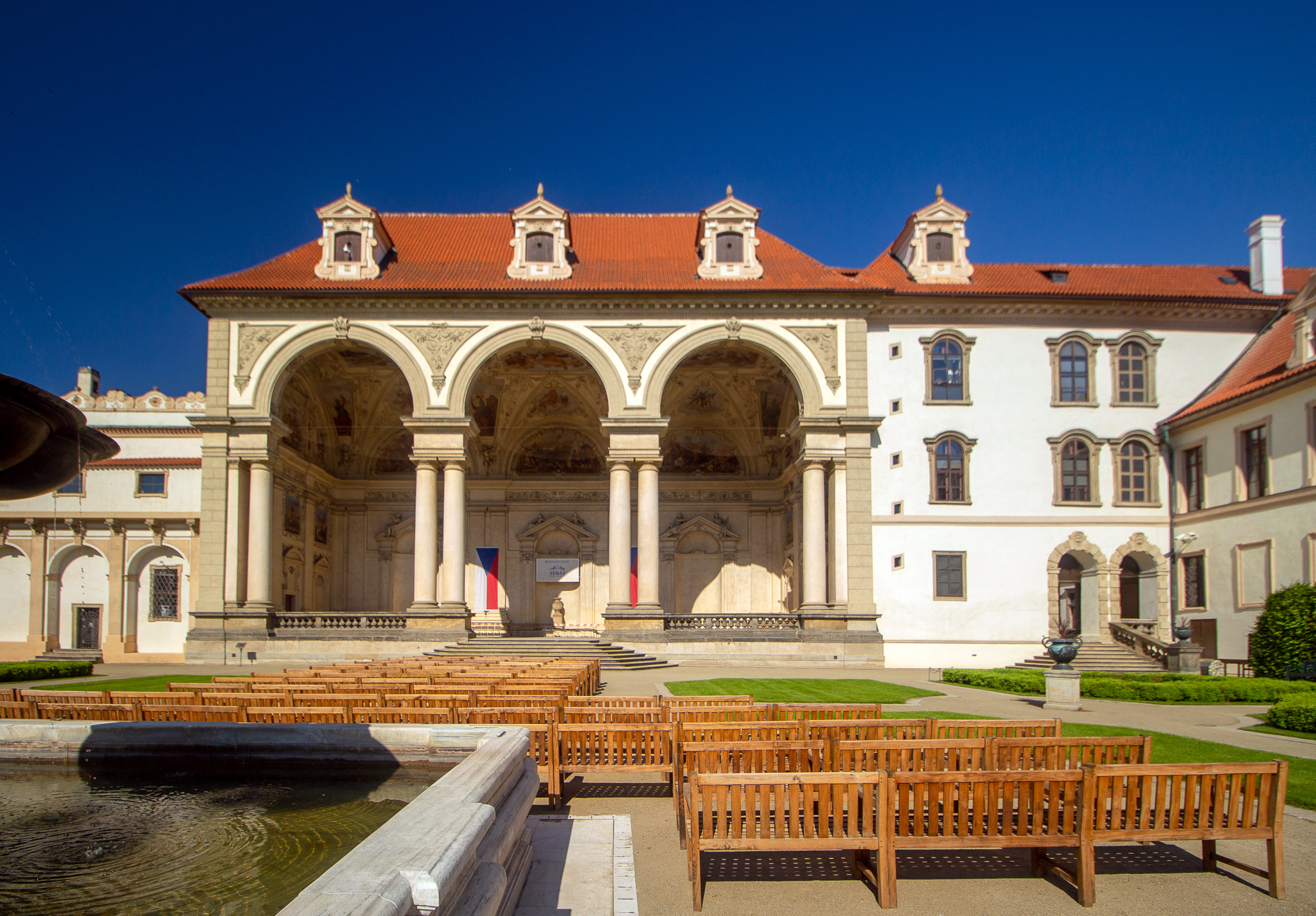
Sala terrena

Bohatá zeleň je doplněna třemi kašnami, kopiemi původních Vriesových soch (Adónis a Venuše, Apollón, Bacchus, Kráčející kůň a Kůň s hadem, Neptun, Láokoón a jeho synové, Zápasníci) a reliéfními vázami. Většina původních soch v zahradě byla součástí Valdštejnovy sbírky, některé kopie byly do zahrady umístěny nově ve 20. století a pocházejí i z jiných než Valdštejnových sbírek. Pozdně barokní kamenné sochy Apollóna, Diany a Hérakla byly do zahrady umístěny kolem poloviny 18. století. Na jižní stěně je unikátní umělá krápníková stěna s grottami (jeskyněmi) a voliéra pro exotické ptactvo. Zahradou se volně pohybují pávi, ve voliéře jsou dva páry výrů, v rybníčku je chováno množství rozmanitých druhů ryb včetně barevných kaprů a hnízdí zde volně žijící divoké kachny a slípka zelenonohá. V zahradě jsou také zajímavé druhy stromů (např. magnólie, fíkovník, mišpule, viz infodeska).

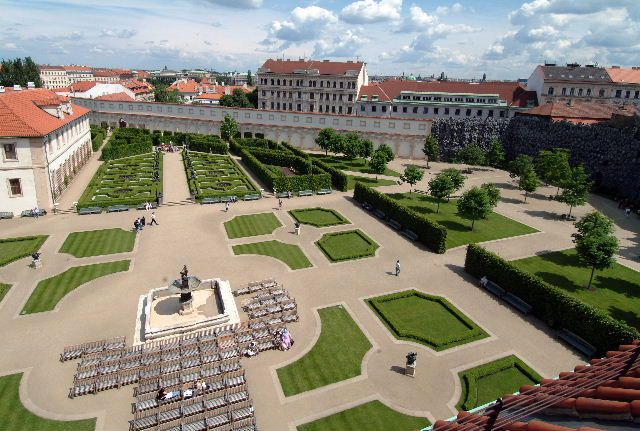
Pohled od saly terreny

Každého návštěvníka zahrady upoutá především sala terrena. Trojosá kolosální otevřená stavba, odpovídající svou výškou Hlavnímu sálu, neměla v době vzniku a ani později obdoby. Charakter její výzdoby se shoduje s výzdobou ostatních prostor paláce. Strop je ozdoben freskami, dělenými do tří sekvencí řeckého Olympu: uprostřed Zeus s Herou a Venuší, na jižní straně bohové Trójanů a na severní bohové Helénů. Medailony kolem Olympu znázorňují hrdiny Trójské války, jejíž tematika je i ve třech lunetách na čelní stěně. Na výzdobě se podíleli Marcantonio Canevalle, Galli a pravděpodobně i Baccio del Bianco za účasti svých pomocníků. Dveře v jižní boční stěně zpřístupňují umělou jeskyni s krápníky a fontánu – tzv. grottu v prostoru kruhového půdorysu v přízemí pod Audienční síní.

## Výzdoba Valdštejnské zahrady

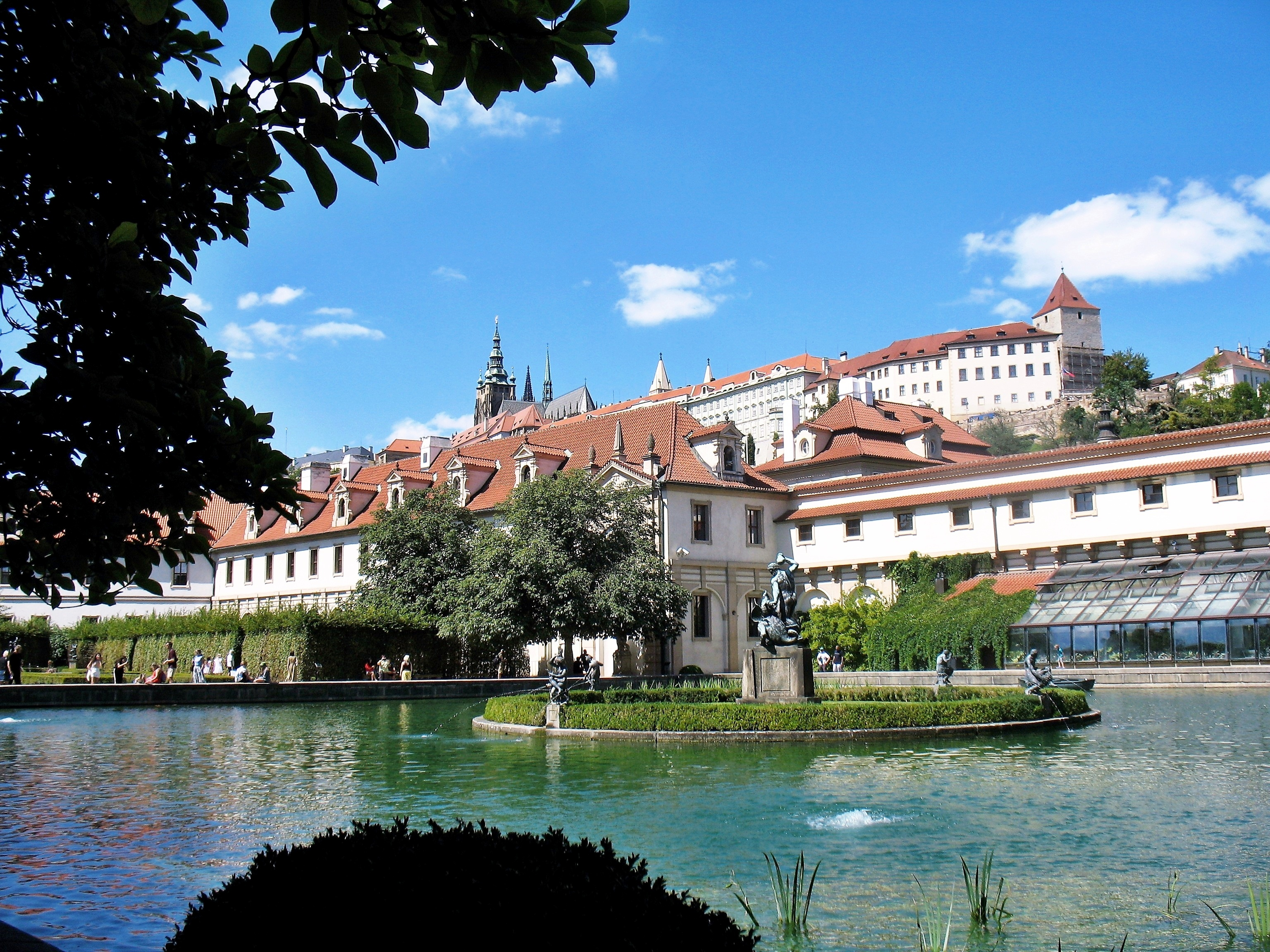
Výhled na Pražský hrad

Uměleckou výzdobu Valdštejnské zahrady svěřil Valdštejn někdejšímu císařskému sochaři Rudolfa II. Adrianu de Vries. Ten vytvořil unikátní soubor soch, sousoší a kašen spojující pozoruhodnou estetiku manýristického typu s dynamikou nastupujícího baroka. Sochy byly v roce 1648 uloupeny švédskými vojsky a spolu i s jinými sochařovými díly přemístěny do zahrad královského paláce v Drottningholmu. Teprve v letech 1910–1913 byly pořízeny jejich kopie (postrádající Vriesovo mistrovské cizelování) a zahrada jimi byla dozdobena (v dnešním uspořádání) při rekonstrukci po roce 1953.
Vriesův početný soubor, zastoupený alespoň v kopiích, je důležitou ukázkou kovoliteckých koncepcí ve velkém měřítku, které u nás budou v následující době 17. století vzácností. Zároveň jde o díla pevně spojená s architektonicky řešenými fontánami, také však o první volné sochy na prostranství. Všechny jsou projevem vědomé návaznosti na antiku, ale i v hybné formě aktů, modelovaných pro pohledy z různých stran. Vzhledem k okolnímu prostoru je autor komponoval do šíře a nikoli protáhle do výše. Tím a mohutnou plasticitou se odlišují od jeho raného díla a prací pro Rudolfa II.
Nizozemský sochař Adrian de Vries, odchovaný florentským manýrismem, se dobral ve svém pozdním díle výtvarných úkolů typických pro barokní skulpturu, a to jak smyslovostí a robustností svých skupin, tak i jejich hybností v prostoru.

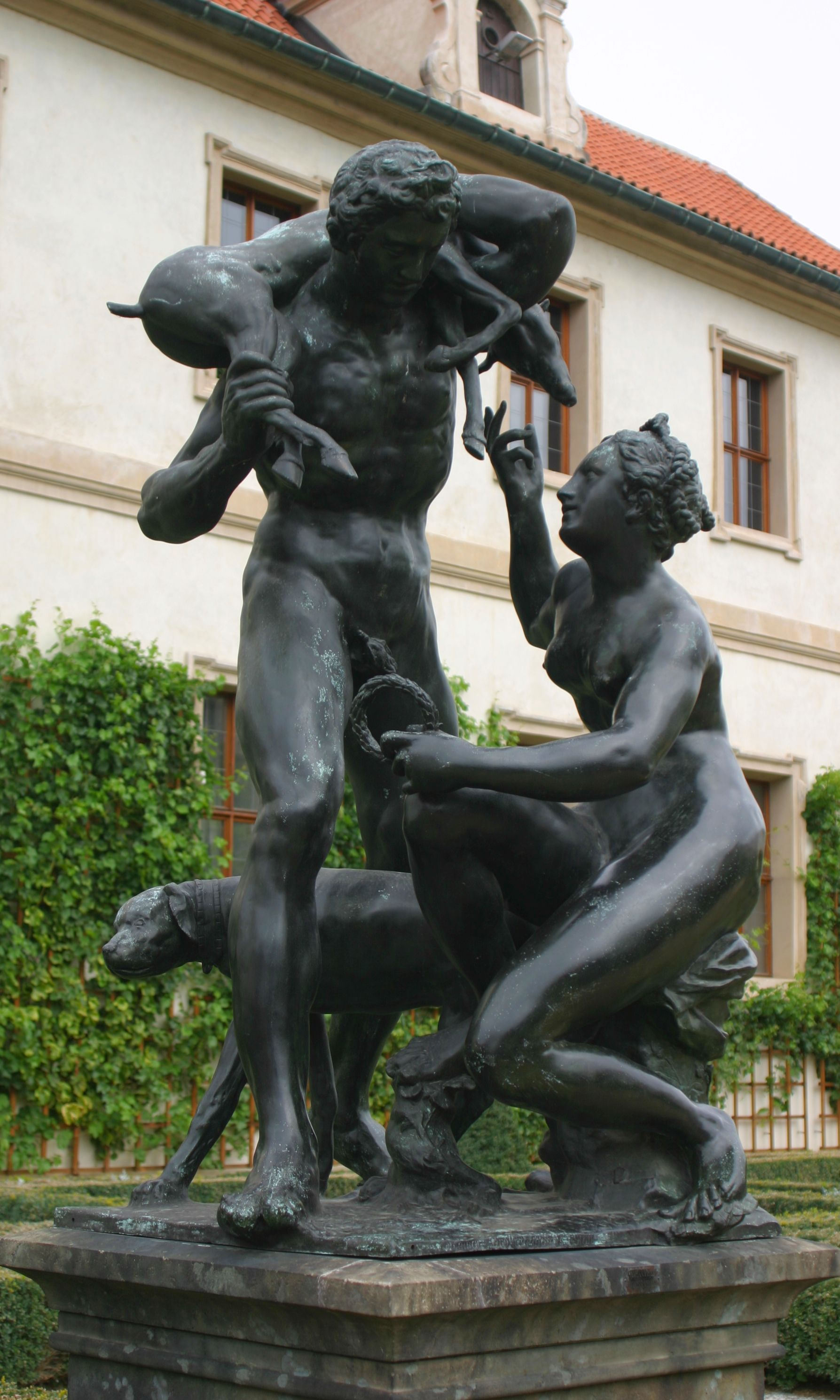
Venuše a Adónis
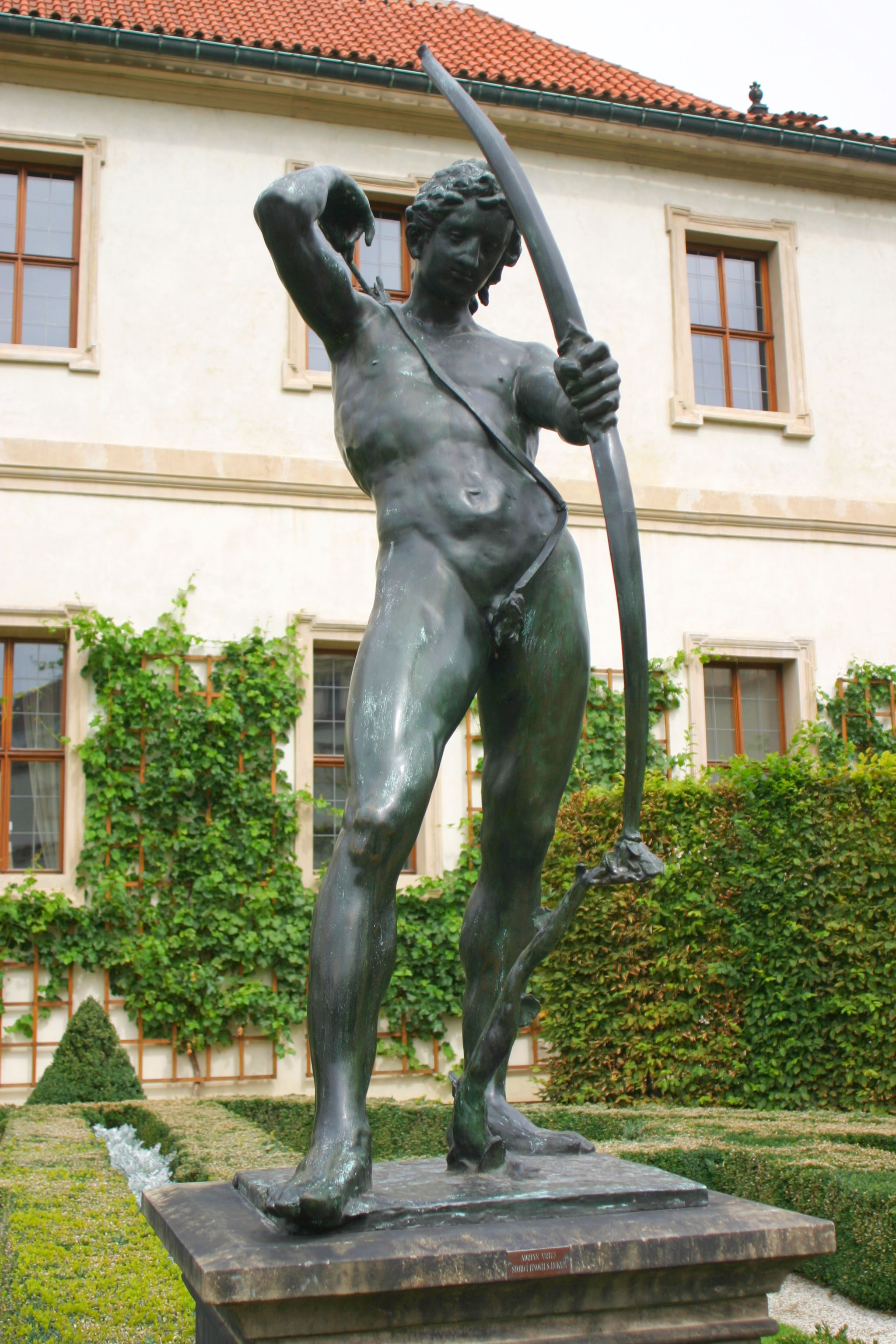
Apollón
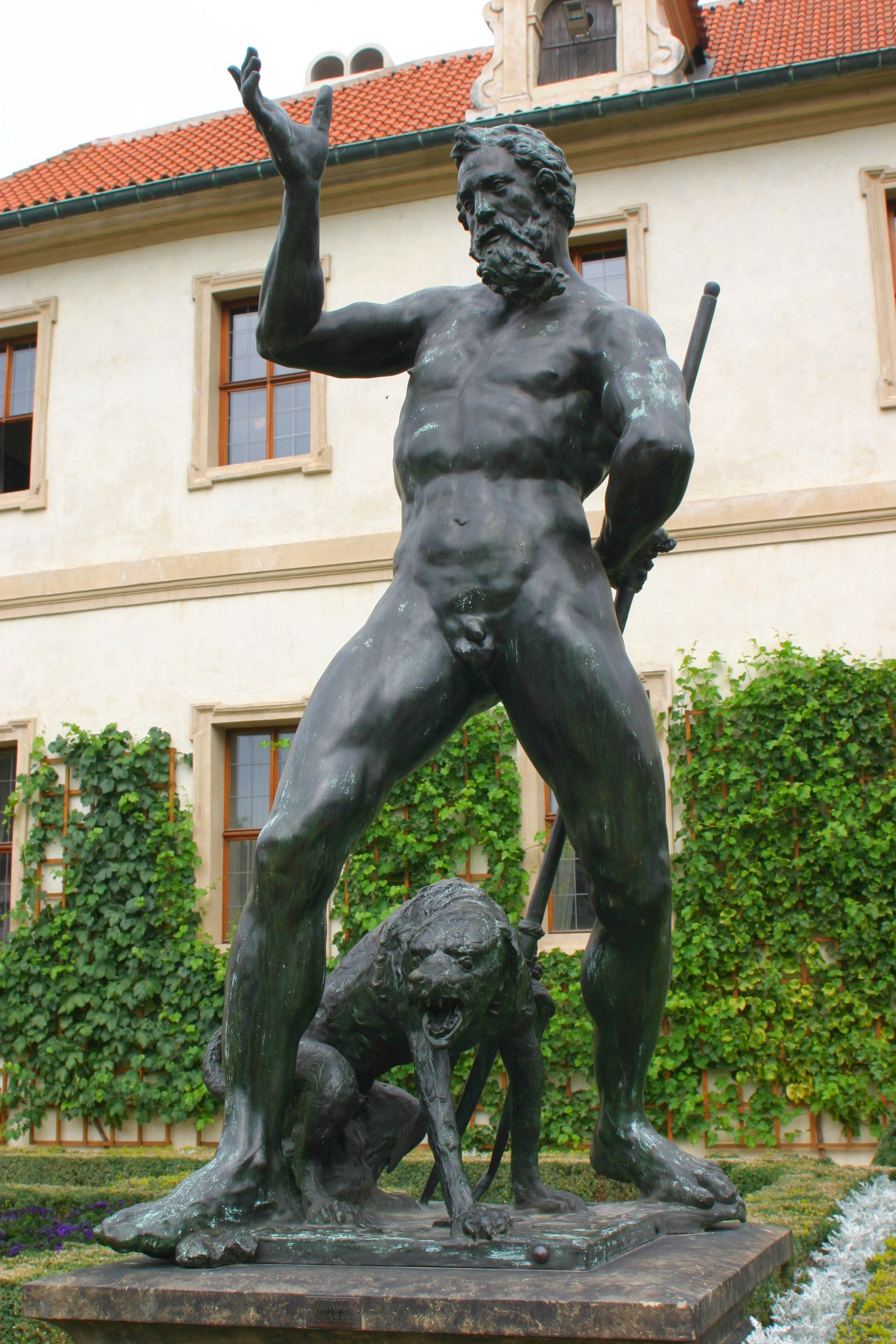
Neptun
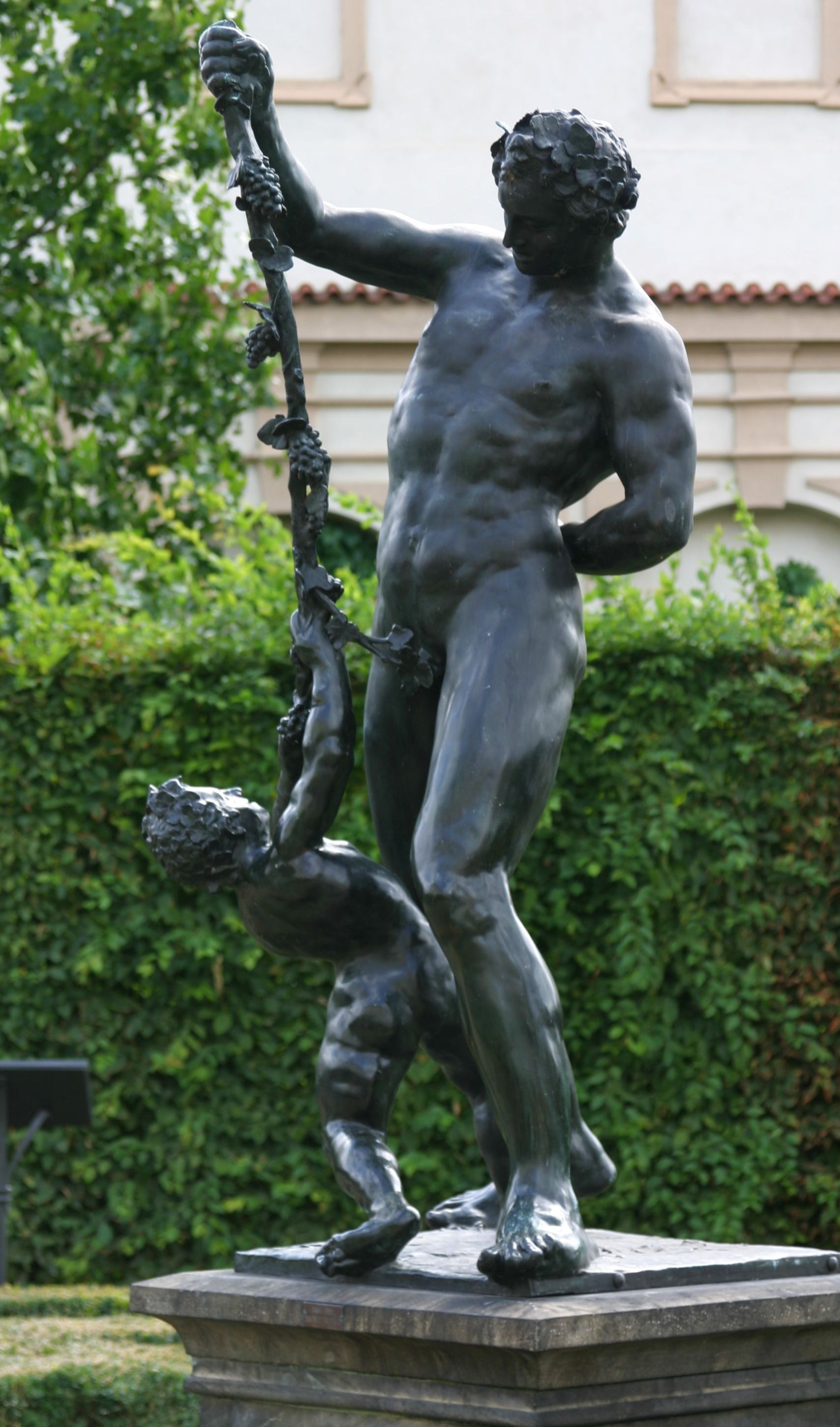
Bacchus
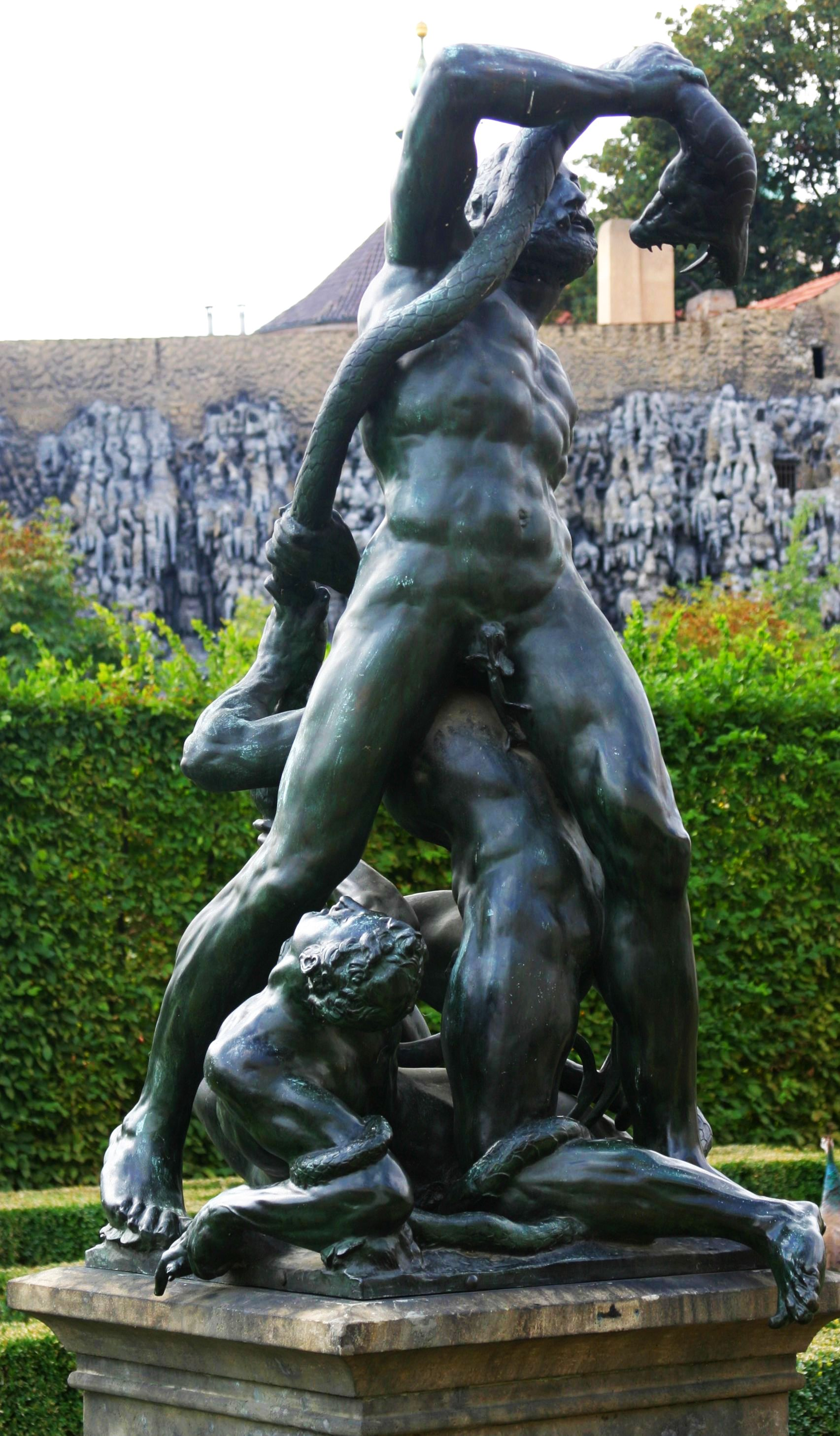
Láokoón a synové
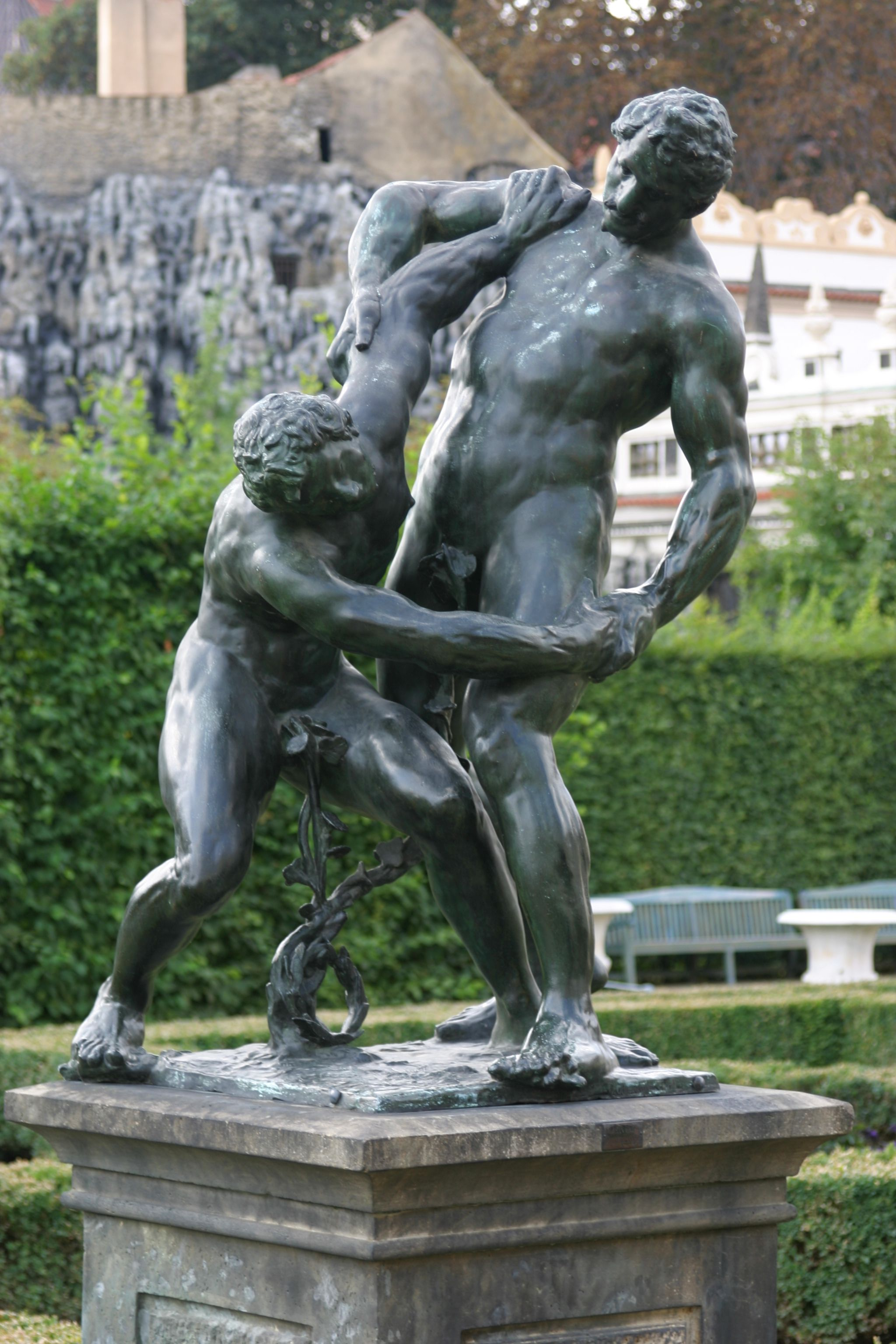
Zápasníci
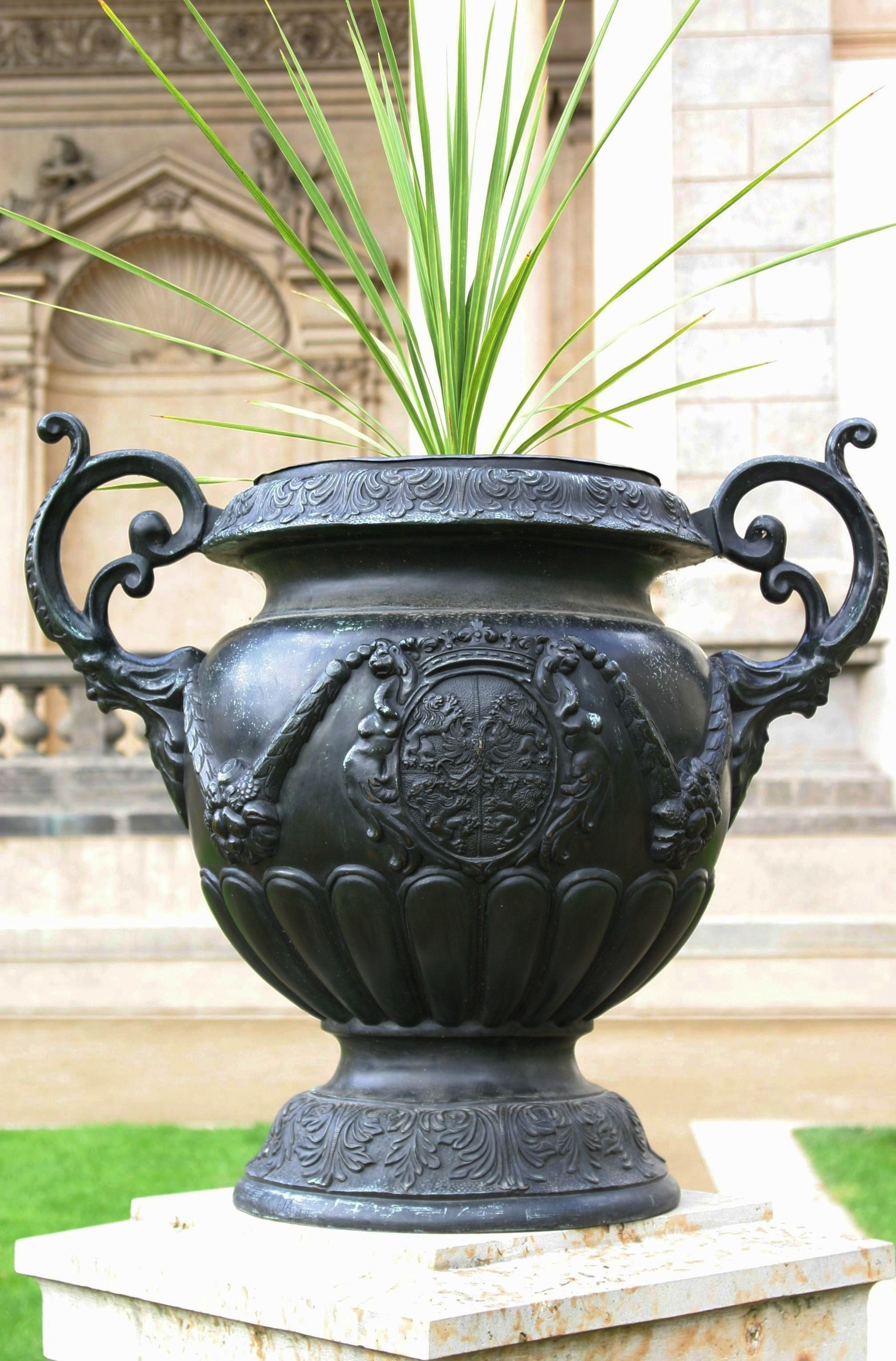
Bronzová váza

## Současnost
- Valdštejnská zahrada je volně přístupná od 1. 4. do 31. 10., a to od 7–19 h, o víkendech a svátcích od 9–19 h.
- V sale terreně probíhají v letní sezóně koncerty pro veřejnost a jiné kulturní akce.
- Občas jsou v zahradě různé výstavy pořádané Národní galerií.

## Galerie

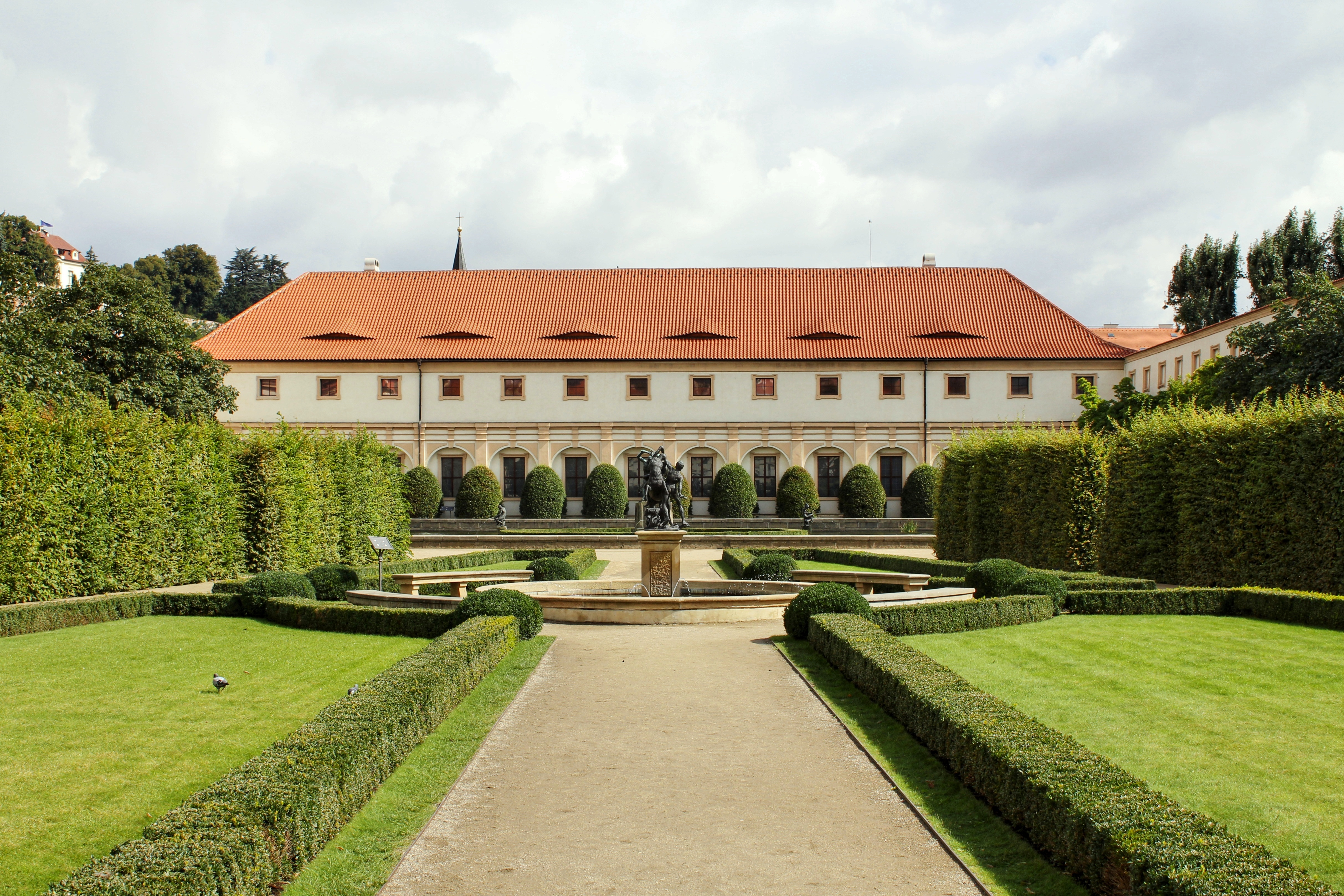
Pohled k Valdštejnské jízdárně
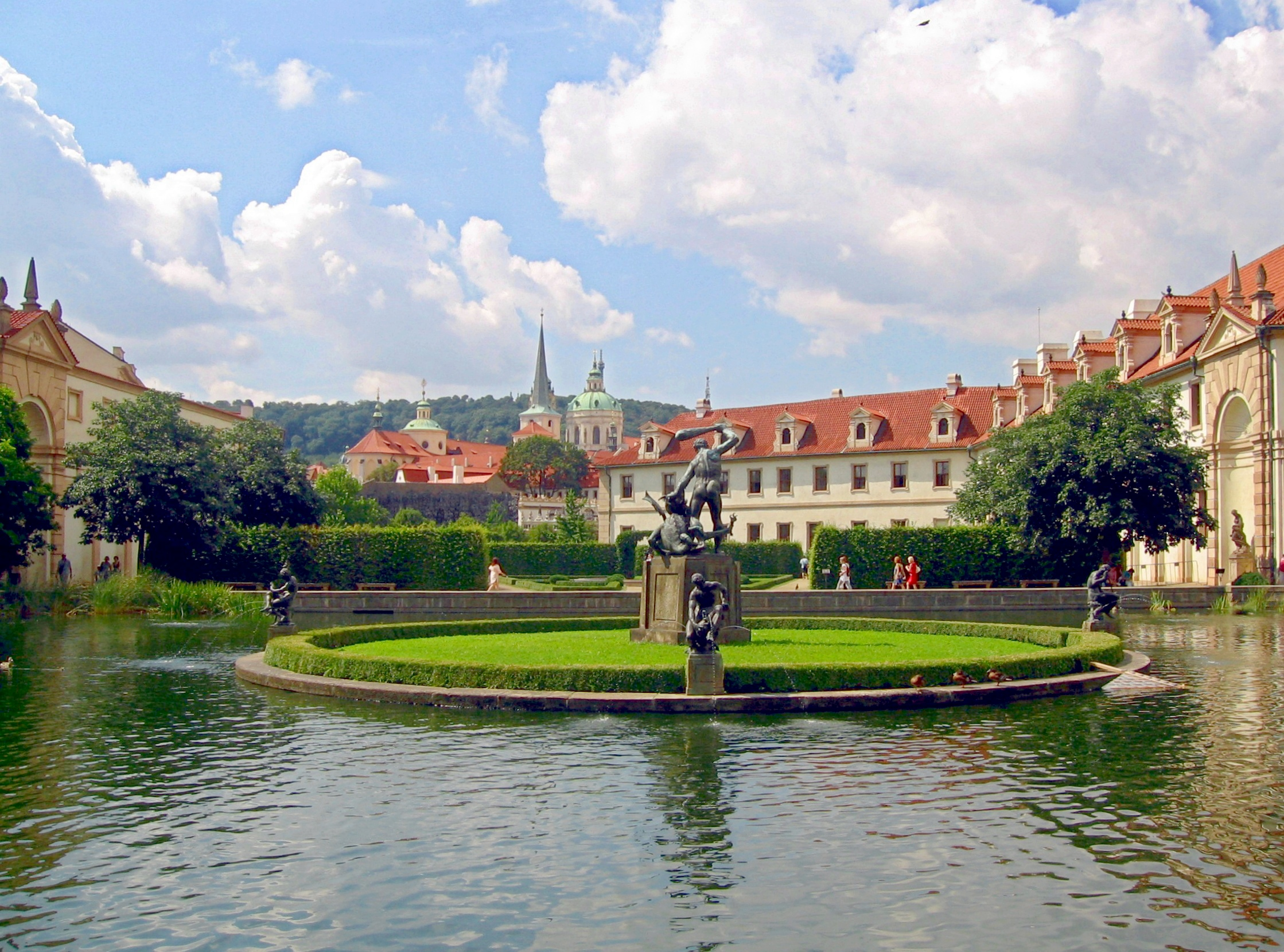
Pohled na bazén od Valdštejnské jízdárny
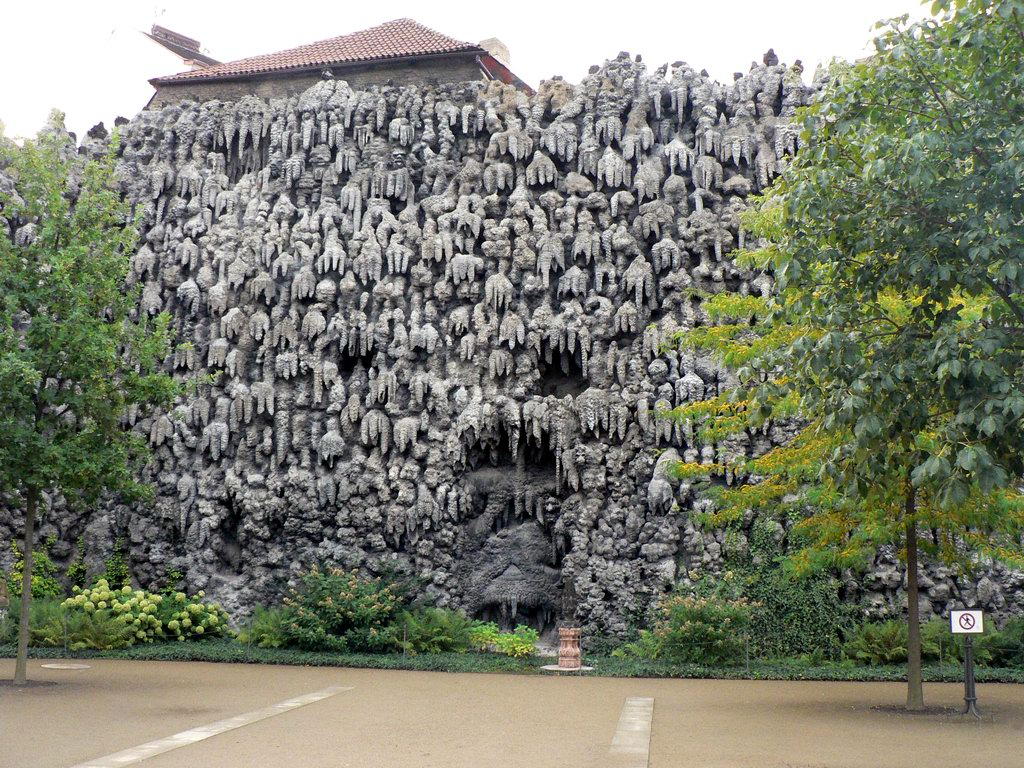
Grottová stěna
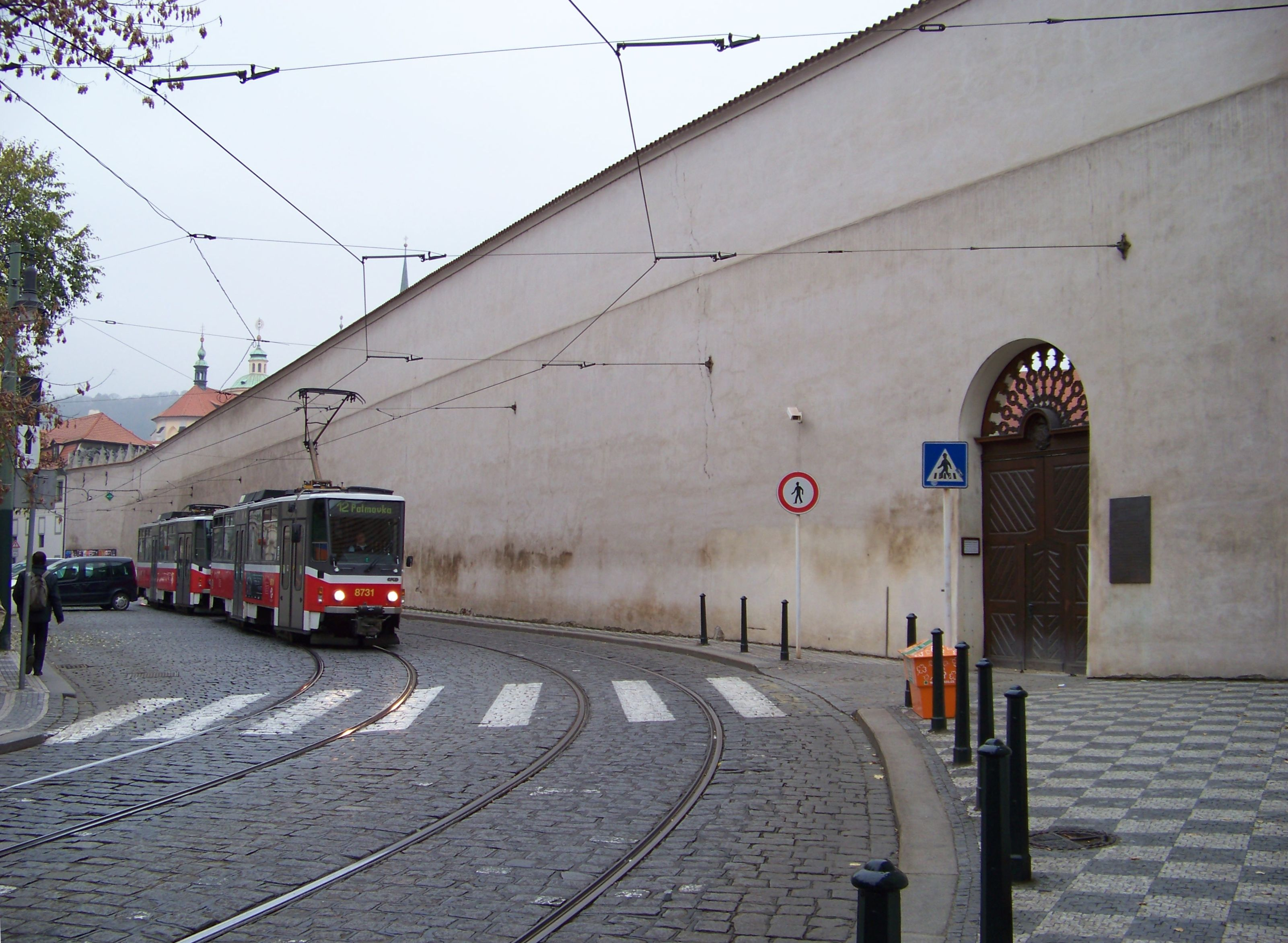
Zeď zahrady se vstupem z Letenské ulice
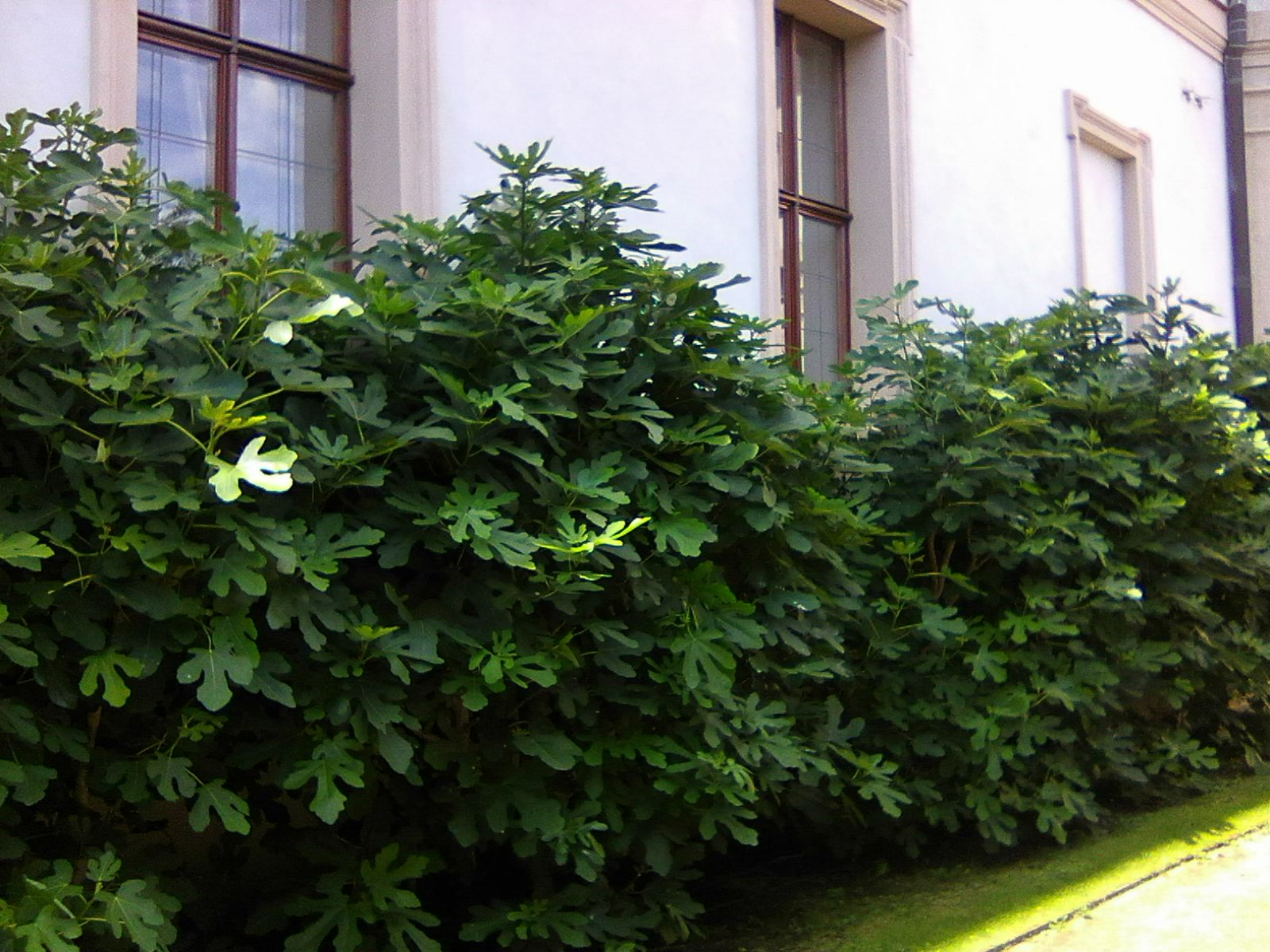
Fíkovníky
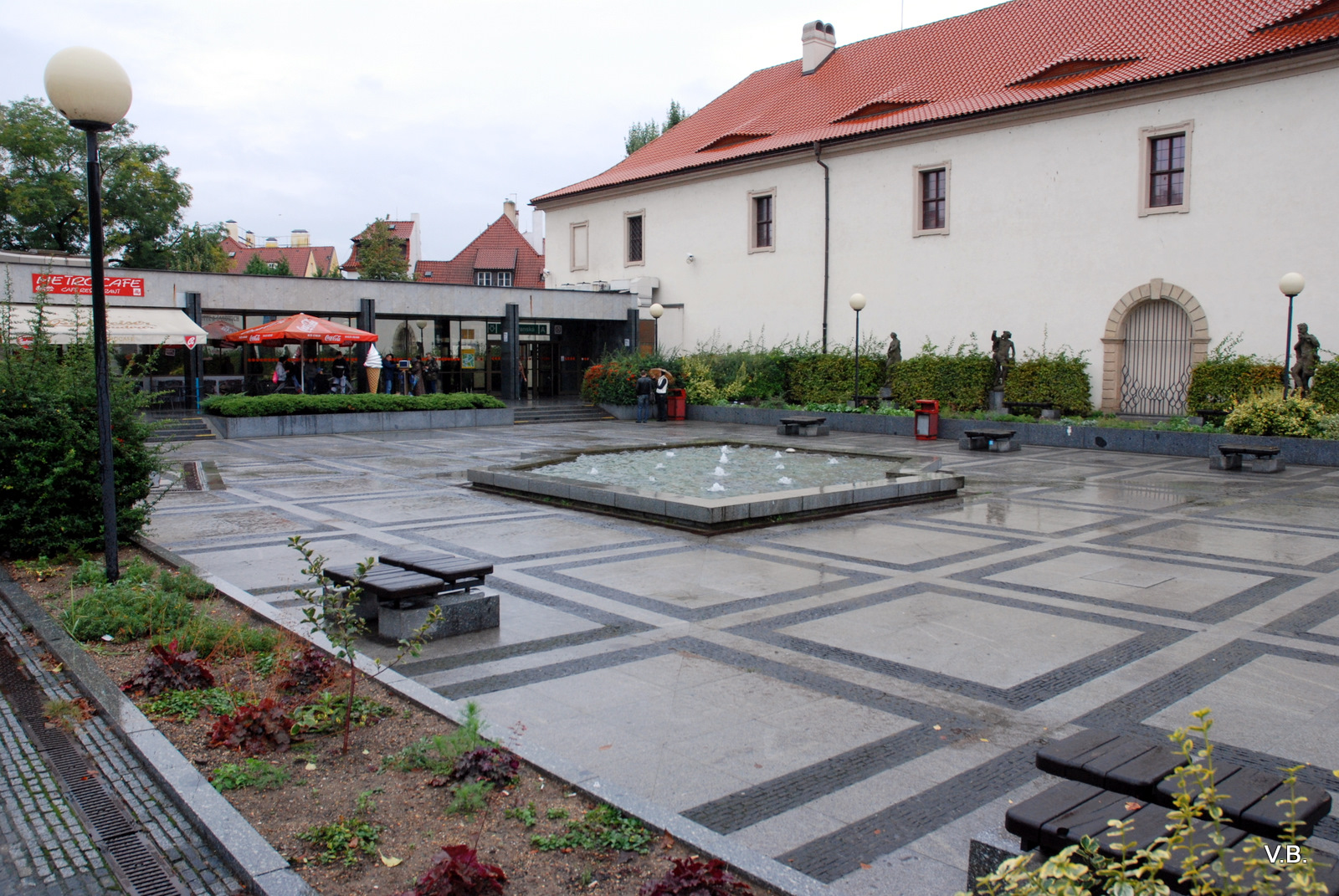
Zahradní nádvoří stranice metra Malostranská